# Boubacar Camara
Vous pouvez aider à l'améliorer ou bien discuter des problèmes sur sa page de discussion.
- Certaines informations devraient être mieux reliées aux sources mentionnées dans la bibliographie ou les liens externes. Améliorez sa vérifiabilité en les associant par des références. (Marqué depuis décembre 2015)
- Sa forme n’est pas encyclopédique et ressemble trop à un curriculum vitæ. Modifiez le texte pour aider à le transformer en article neutre. (Marqué depuis mai 2016)

Pour les articles homonymes, voir Camara.
Boubacar Camara, né le 26 juin 1958, est un industriel et homme politique sénégalais. Il est depuis le 30 avril 2025 Ministre, Secrétaire général du Gouvernement.

## Biographie

### Jeunesse et formation
Boubacar Camara est né le 26 juin 1958 à Dakar. Il a grandi entre la Sicap rue 10 et la banlieue dakaroise, à Grand Yoff. Élève au lycée Blaise-Diagne de Dakar, il y obtient son baccalauréat avec mention. Il poursuit son cursus à l’École nationale de formation maritime de Dakar avant de rejoindre l’École nationale des douanes. Il est aussi diplômé de l’université Cheikh-Anta-Diop de Dakar où il est sorti avec une maîtrise et un DEA en droit public. Il est aussi soldat de 2e classe dans l’armée sénégalaise.
Breveté de l'École nationale d'administration du Sénégal, il est également agréé en qualité d'expert maritime cargaison.
En mai 2005, il est diplômé de l’université Pierre Mendès-France de Grenoble et y soutient sa thèse de doctorat en droit sur « Le Contentieux douanier au Sénégal ». L’ouvrage fut publié en décembre 2005.
Boubacar Camara est aussi diplômé de l'École de formation professionnelle des barreaux de la cour d'appel de Paris où il a obtenu le certificat d'aptitude à la profession d'avocat en octobre 2008.

### Carrière
Il est Président du Conseil d'administration de Sococim Industries, société du Groupe VICAT, entreprise de l'industrie cimentière en Afrique de l'Ouest.
À la faveur de l’acquisition par la douane sénégalaise de deux patrouilleurs de surveillance maritime, le Diambar et le Dialoré, Boubacar Camara se présente au concours des agents brevetés des douanes. Il fut admis major et devient commandant de navire, avant d’être nommé chef de la brigade de Haute mer à la fin de sa formation de contrôleur à l’École des douanes.
En 1991, il obtient une maîtrise de droit public, un DEA général de droit public en 1992 et un DEAS d’enseignement en 1995. Il est agréé comme expert maritime cargaison en novembre 1994.
Il obtient ensuite le Brevet de l’École nationale d'administration et de magistrature en qualité d’Inspecteur des douanes, et en sort comme major de promotion.
Après la surveillance maritime douanière, il est nommé successivement chef de visite du bureau de la zone franche industrielle, vérificateur des opérations commerciales au Bureau des douanes de l'aéroport international Léopold-Sédar-Senghor, vérificateur au bureau de la valeur en douane et secrétaire permanent de la Mutuelle des Douanes. Il participe, dans le cadre du Trade Point Sénégal, à la conception de l’application de collecte électronique des documents, le système ORBUS 2000, complément du système GAINDE 2000.
En février 2000, il est major de sa promotion au concours de l’Inspection générale d’État. Il est nommé Directeur général des Douanes en mai 2000.
En 2006, il obtient une disponibilité et se lance dans la consultation dans le domaine douanier et du commerce international. Il parcourt de nombreux pays africains pour partager son expérience.
Inscrit au Barreau de Paris comme avocat à la Cour d'appel de Paris, il se déplace constamment au Sénégal et en Afrique. En mai 2009, il est appelé comme Secrétaire général du Ministère de la Coopération internationale, des Transports aériens, des Infrastructures et de l'Énergie de la République du Sénégal. En mai 2011, il est désigné Président du Conseil d’administration de la compagnie aérienne Sénégal Airlines comme représentant du ministère de tutelle.
En juin 2012, il reprend une disponibilité pour activité privée et monte un cabinet de consultation. Il conseille de grands groupes internationaux et des pays africains dans les domaines de l’énergie solaire, des hydrocarbures, du partenariat public privé, de la douane et du commerce international.
Boubacar Camara a pris une retraite anticipée de l’inspection générale d’État, sur sa demande, depuis le 1er juin 2015.
En 2019, il tente de se présenter à l'élection présidentielle mais n'obtient pas le nombre requis de parrainages. En effet, il en a n’en a obtenu que 23000 sur les 52000 requis.

### Distinctions
- Officier dans l’ordre national du Lion (Sénégal)
- Médaillé d’Honneur de la Douane (Sénégal)

## Politique
Boubacar Camara fut le parrain et superviseur de la campagne de Ousmane Sonko lors de l'élection présidentielle de 2019.
Aujourd'hui Président du Parti de la Construction et de la Solidarité (PCS-Jengu Tabax).

## Publications

### Ouvrages
- Construire le Sénégal du Futur, Dakar, Harmattan Sénégal, janvier 2023, 300 pages
- Coup d’œil sur la génération A, Harmattan Sénégal, novembre 2023  (ISBN 9782336422053)

### Chroniques
- Schéma d'investitures pour une opposition majoritaire à l'assemblée nationale, PLAN BUDDI avril 2022, 16 pages.
- Covid 19, plan tumbi 19 (émerger), mars 2020 - Janvier 2021, 32 pages.
- Report consensuel de l'élection présidentielle de février 2024, PLAN JAGAL (Mettre de l’ordre), octobre 2023, 20 pages.
- Chronique politique de Kamâh, 2018 - 2023, 48 pages.
- LES CHRONIQUES DE Kamâh N°4 Cinq milliards doutes ! 18 mars 2023
- Les chroniques de Kamâh Numéro 1, 10 février 2023
- Chroniques de Kamâh n°3, Les trois clés, 7 mars 2023
- Les Chroniques de Kamâh., Ne faisons pas semblant, 17 février 2023
- Les Chroniques de Kamâh N°5, 26 avril 2023

### Articles
- Boubacar Camara, Ancien Directeur des Douanes : « Le gâchis et le gaspillage sont flagrants, source :  le 16 mai 2018.
- Rentrée politique: Boubacar CAMARA, ancien DG des Douanes lance « JENGU », source :  le 16 mai 2018.
- Élu Président en 2024, Boubacar Camara promet l’exclusion de la politique dans l’administration, source :
- L’ancien directeur des douanes Lance «Jengu», Boubacar Camara entre en politique, source : , 2018
- Boubacar Camara «remodele» Le rapport ITIE